# Championnat de République dominicaine de football 2004-2005
Navigation
Saison 2007
La saison 2004-2005 du Championnat de République dominicaine de football est la troisième édition de la Liga Mayor, le championnat de première division en République dominicaine. Les six équipes engagées sont regroupées au sein d'une poule unique, où elles s’affrontent à quatre reprises. Les deux derniers du classement sont relégués et remplacés par les deux meilleures équipes de Segunda Division.
C'est le Deportivo Pantoja qui est sacré cette saison après avoir terminé en tête du classement final, avec un seul point d'avance sur le Club Barcelona Atlético et le Don Bosco Moca. Il s’agit du troisième titre de champion de République dominicaine de l’histoire du club.

## Les clubs participants
- Club Barcelona Atlético
- Deportivo Pantoja
- Atlético San Cristóbal
- Don Bosco Moca
- Don Bosco Jarabacoa
- Dmomingo Savio

## Compétition
Le barème utilisé pour établir le classement est le suivant :
- Victoire : 3 points
- Match nul : 1 point
- Défaite : 0 point

### Classement
| Rang | Équipe                  | Pts | J  | G  | N | P  | Bp | Bc | Diff |
| ---- | ----------------------- | --- | -- | -- | - | -- | -- | -- | ---- |
| 1    | Deportivo Pantoja       | 40  | 20 | 11 | 7 | 2  | 45 | 14 | +31  |
| 2    | Club Barcelona Atlético | 39  | 20 | 11 | 6 | 3  | 30 | 16 | +14  |
| 3    | Don Bosco Moca          | 39  | 20 | 11 | 6 | 3  | 30 | 18 | +12  |
| 4    | Atlético San Cristóbal  | 24  | 20 | 6  | 6 | 8  | 17 | 24 | -7   |
| 5    | Domingo Savio           | 12  | 19 | 4  | 0 | 15 | 19 | 46 | -27  |
| 6    | SDB JarabacoaT          | 9   | 19 | 2  | 3 | 14 | 13 | 36 | -23  |

|  | Champion de République dominicaine 2004-2005 |
|  | T : Tenant du titre                          |

- La rencontre de la dernière journée entre SDB Jarabacoa et Domingo Savio n'a pas été disputée, sans conséquence au classement puisque les deux clubs sont déjà mathématiquement relégués en deuxième division.

## Bilan de la saison
| Championnat de République dominicaine de football 2004-2005 |                              |
| Champion                                                    | Deportivo Pantoja (3e titre) |
| Qualifications continentales                                |                              |
| CFU Club Championship 2005                                  | Aucun                        |
| Promotions et relégations                                   |                              |
| Promus en Liga Mayor                                        | Casa de España Santo Domingo |
| Promus en Liga Mayor                                        | Montellano Fútbol Club       |
| Relégués                                                    | Domingo Savio                |
| Relégués                                                    | SDB Jarabacoa                |